# Amplificación aleatoria de ADN polimórfico

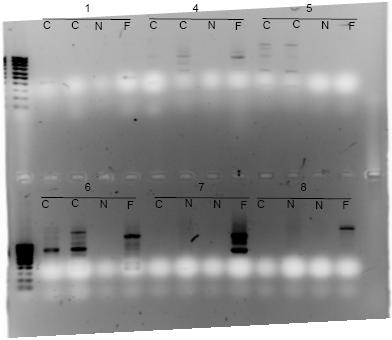
RAPD experiment

La amplificación aleatoria de ADN polimórfico, más conocida por el acrónimo inglés RAPD (Random Amplification of Polymorphic DNA), es un tipo de marcador molecular basado en la reacción en cadena de la polimerasa (PCR). Los fragmentos de ADN obtenidos por medio de esta técnica se amplifican en regiones aleatorias del genoma ya que los iniciadores o cebadores de la reacción son secuencias arbitrarias de ADN sintético. Es una de las técnicas más versátiles desde que se desarrolló en el año 1990. Es muy cómoda, rápida, requiere poco ADN que además no necesita estar muy puro, no presupone conocimientos previos sobre la secuencia, y se pueden distinguir rápida y simultáneamente muchos organismos. Sus inconvenientes son que los fragmentos amplificados no suelen corresponder a ADN ligado a algún carácter, sino redundante, y que no da información sobre el número de copias que el ADN genómico contiene de la secuencia amplificada. Esta tecnología ha sido utilizada para análisis de diversidad genética, mejoramiento genético, y diferenciación de líneas clonales.

## Método
Esta técnica se basa en la utilización de un único oligonucleótido de 10bp que hibrida al azar con el ADN en estudio. Para que se genere un fragmento RAPD es necesario que las dos hebras del ADN en estudio presenten sitios de hibridación con el oligonucleótido en orientaciones opuestas suficientemente cercanas (menos de 3000bp) como para permitir la amplificación. La secuencia del oligonucleótido es aleatoria al igual que los sitios de hibridación, por lo que la secuencia amplificada es desconocida. El polimorfismo que se observa entre distintos individuos consiste en la presencia o ausencia de fragmentos de ADN amplificado. Presenta una herencia dominante ya que no nos permite distinguir los homocigotos de heterocigotos, debido a que la información que nos da es la presencia o ausencia de las bandas. Por otra parte presenta la ventaja de que es una técnica anónima, es decir no se requiere un amplio conocimiento del genoma para llevarla a cabo